# Rio Jiquiriçá
O rio Jiquiriçá é um rio brasileiro que banha o estado da Bahia.
Possui uma extensão com cerca de 190 km, sua bacia ocupa uma área de 6 900 km² e faz parte da "Bacia do Recôncavo Sul" proposta pelo Plano Diretor de Recursos Hídricos da Bahia de 1996, que tem área de 17 540 km², fazendo esta última limite com a bacia do rio de Contas ao sul, com a bacia do rio Paraguaçu, ao norte e oeste e, finalmente, com o Oceano Atlântico a leste - onde deságua.
Em torno de sua nascente, que originalmente tinha a compleição de um anfiteatro, formou-se a cidade de Maracás que, ao se desenvolver, teve uma casa erguida exatamente no local de sua fonte. Banha, segundo estudo feito no ano de 2002, um total de vinte e cinco cidades:  Amargosa, Brejões, Cravolândia, Elísio Medrado, Iaçu, Irajuba, Itaquara, Itatim, Itiruçu, Jaguaquara, Jaguaripe, Jiquiriçá, Lafaiete Coutinho, Laje, Lajedo do Tabocal, Maracás, Milagres, Mutuípe, Nova Itarana, Planaltino, Santa Inês, Santa Terezinha, São Miguel das Matas, Ubaíra e Valença.
A parte da bacia conhecida como "Alto Jiquiriçá", está situada em zona semi-árida, de forma que seus afluentes são intermitentes e torrenciais, vindo a ganhar mais força a partir da cidade de Ubaíra, no "Médio Jiquiriçá", região de semi-árido e sub-úmido. Sua nascente está em cerca de 500 m de altitude. Sua foz situa-se entre os municípios de Jaguaripe e Valença.